# Pegomya stagnalis
Pegomya stagnalis är en tvåvingeart som beskrevs av Griffiths 1982. Pegomya stagnalis ingår i släktet Pegomya och familjen blomsterflugor. Inga underarter finns listade i Catalogue of Life.